# Atzenbrugg
Atzenbrugg è un comune austriaco di 2 812 abitanti nel distretto di Tulln, in Bassa Austria; ha lo status di comune mercato (Marktgemeinde).